# Де-Глінд
Де-Глінд (нід. De Glind) — село в нідерландській провінції Гелдерланд. Входить до муніципалітету Барневелд. Перша згадка про населений пункт датується 1321 роком.

## Галерея

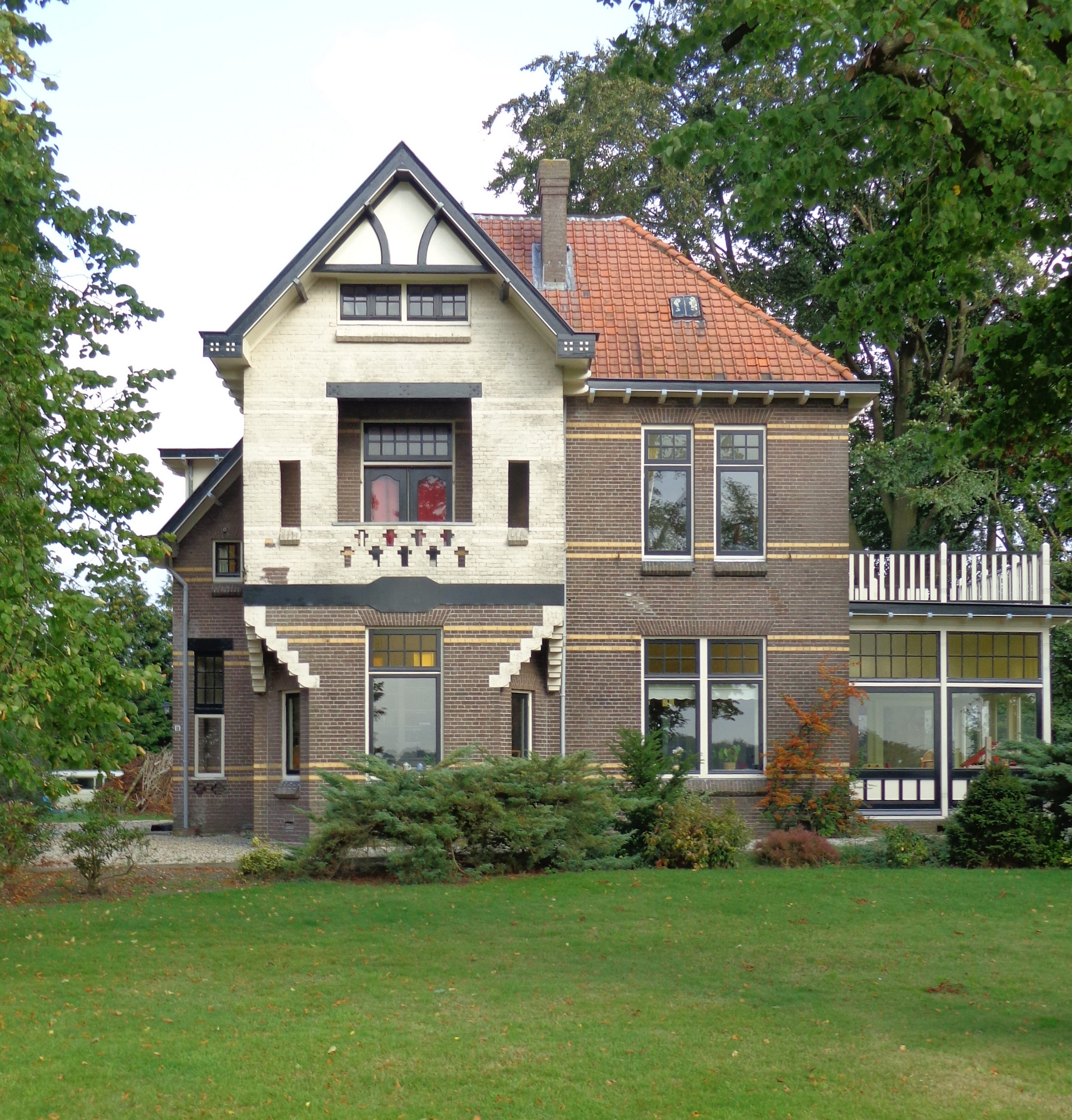
Сільський будинок
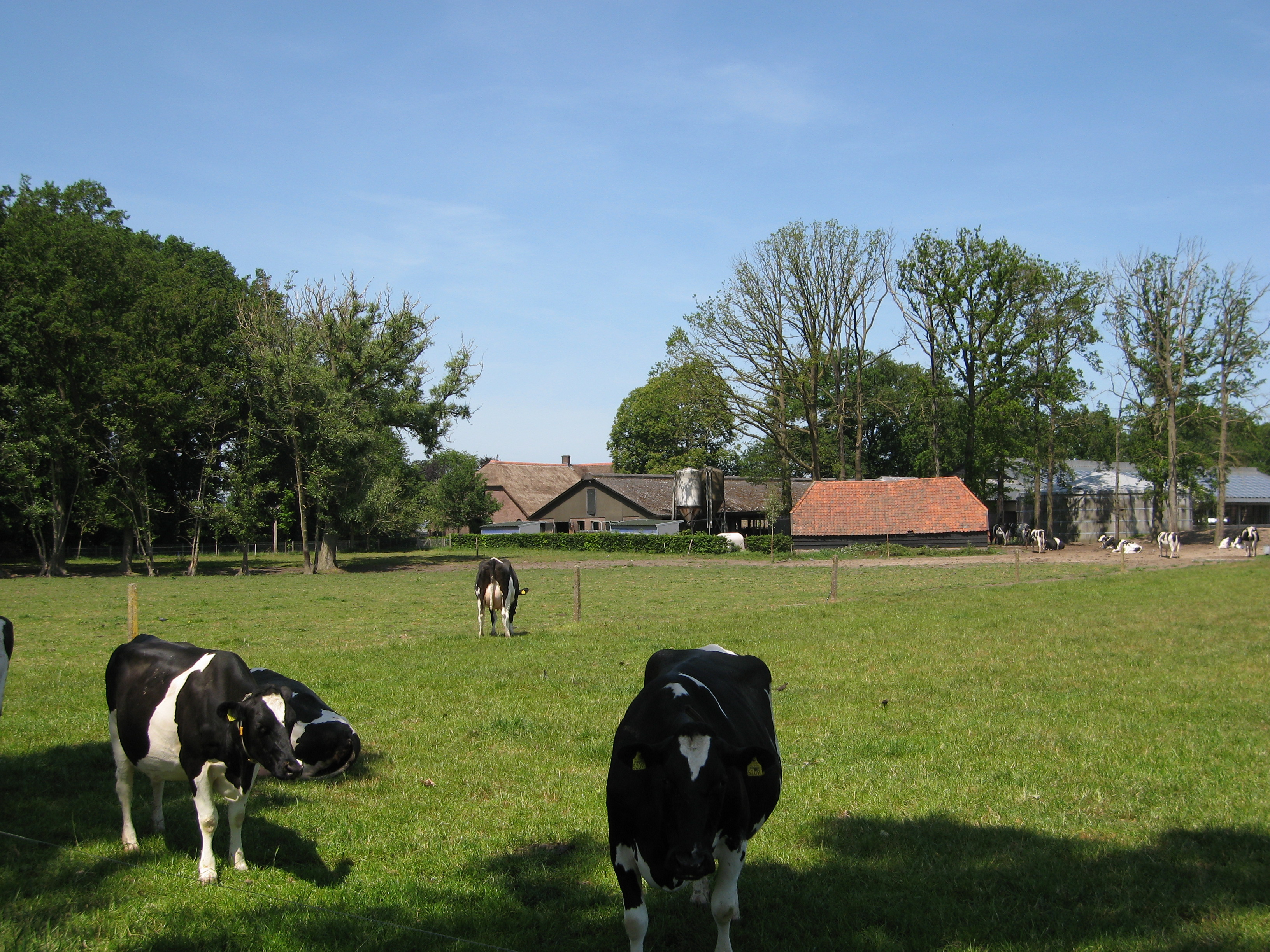
Ферма
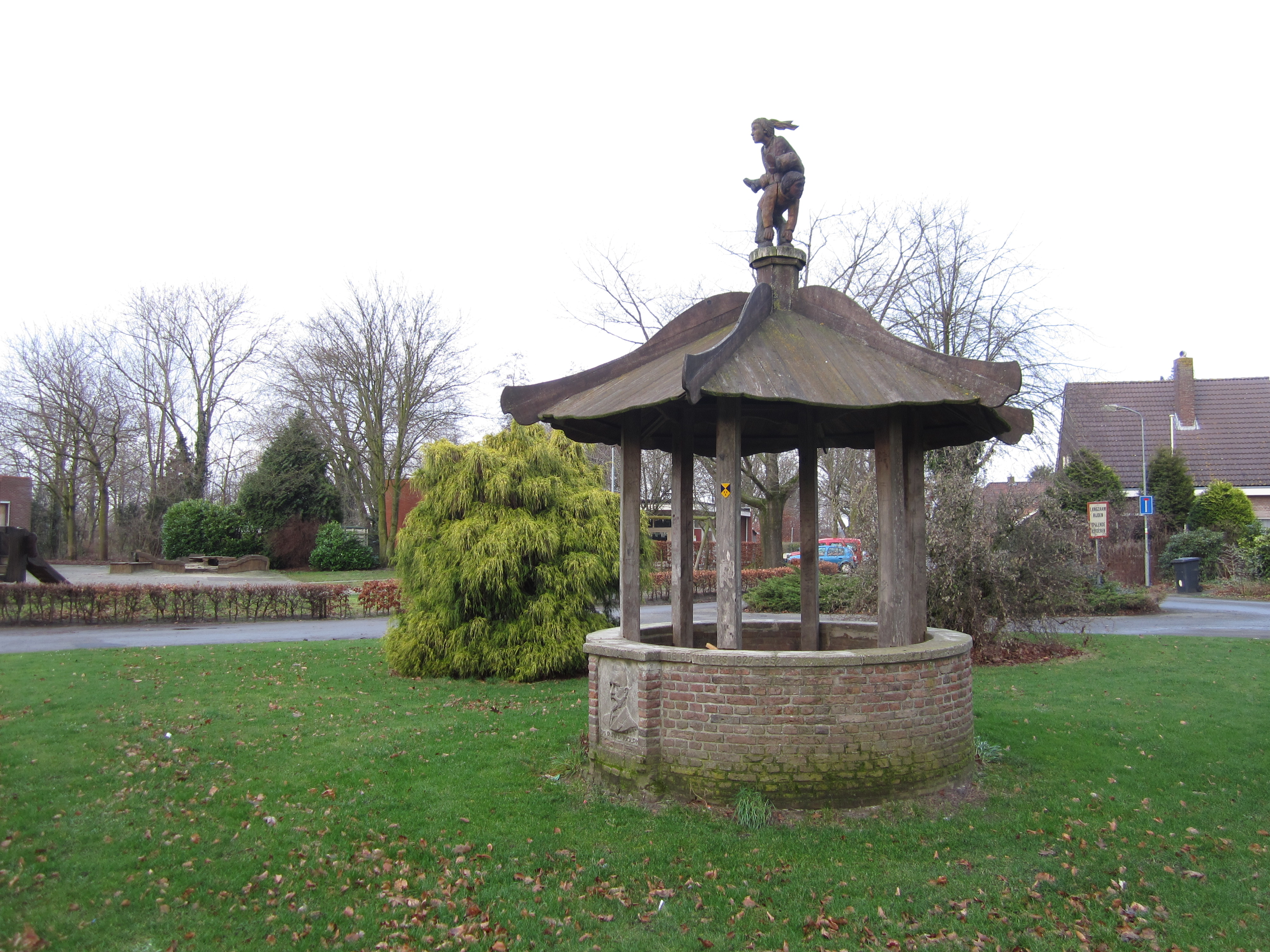
Колодязь